# 紀元前21世紀

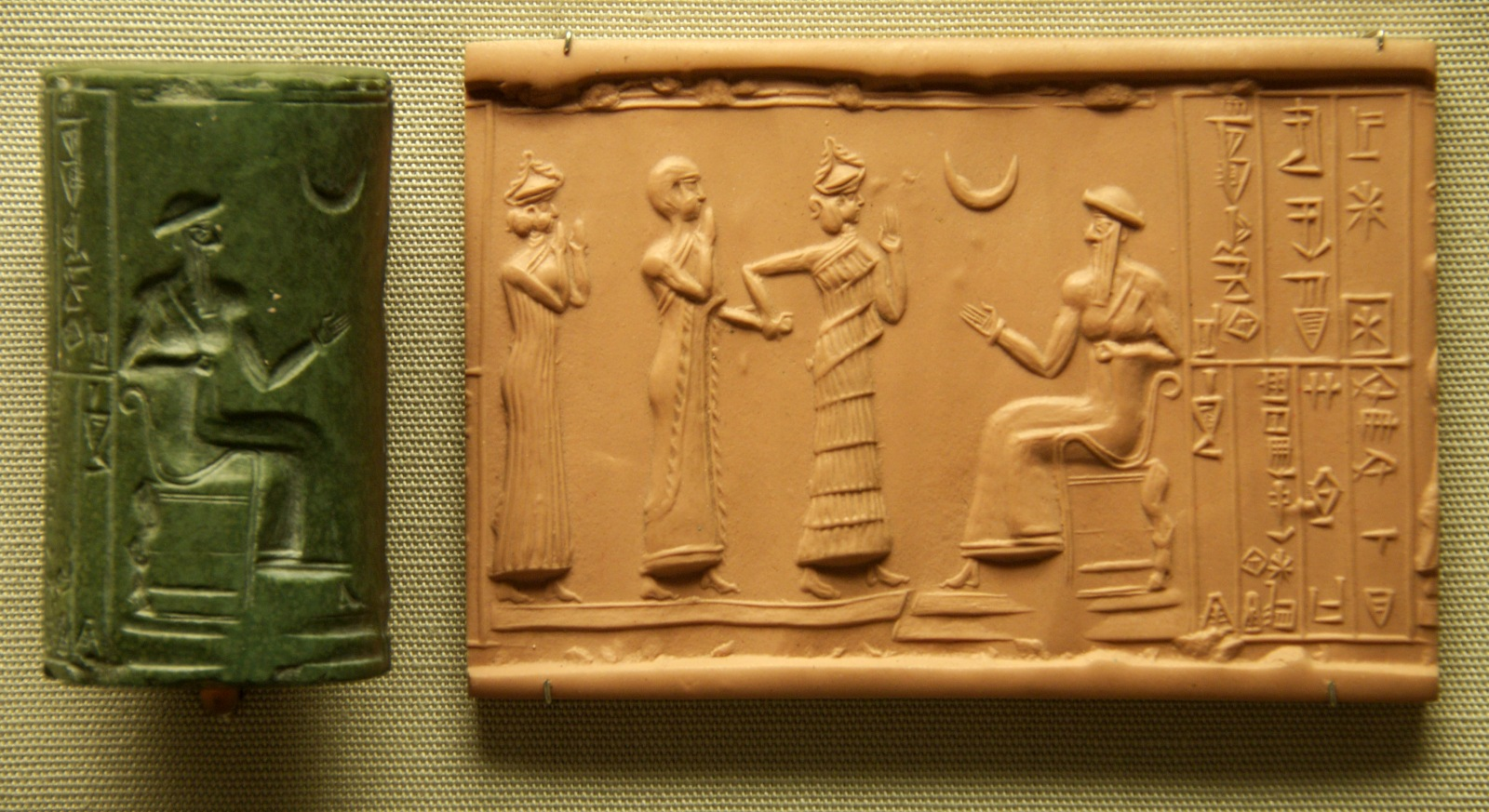
ウル・ナンム。ウル第3王朝の初代王で現存する世界最古の「ウル・ナンム法典」を定めたことで知られている。画像は円筒印章に刻まれたウル・ナンムと神々（大英博物館蔵）。

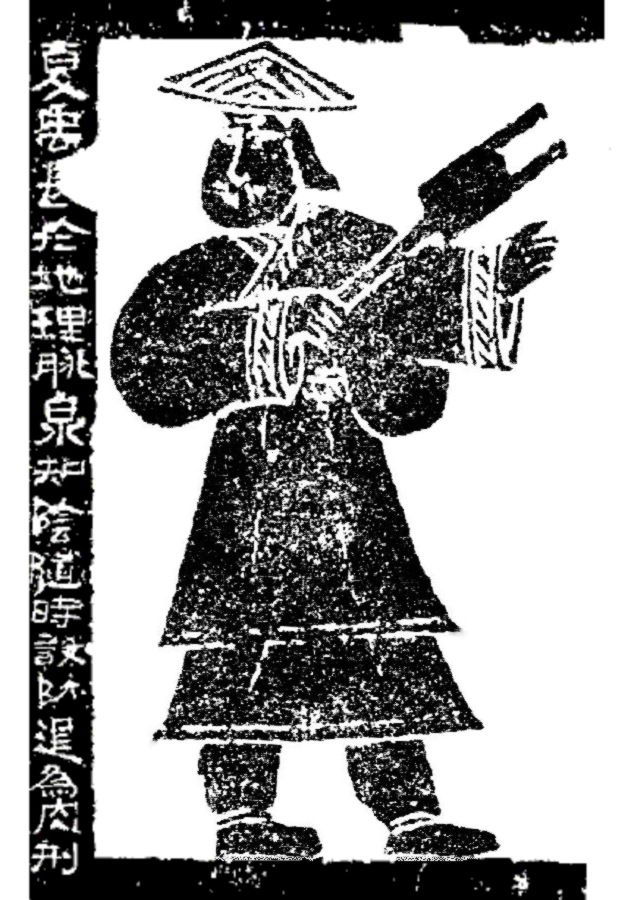
夏王朝の建国者の禹。画像は後漢時代に描かれた武氏祠画像石で、耜（すき）を持って工事に勤しむ禹の姿。

紀元前21世紀（きげんぜんにじゅういちせいき）は、西暦による紀元前2100年から紀元前2001年までの100年間を指す世紀。

## 出来事

### 紀元前2100年代
- 紀元前2100年頃
  - 中国最古の王朝である夏を禹が建国した（紀元前2070年説もある）。
    - 河南省洛陽市偃師区二里頭遺跡を代表とする二里頭文化I期（ - 紀元前1700年頃）が夏の初期に相当するとされている。

  - ウルク王ウトゥ・ヘガルがエンニギの戦いでグティ王ティリガンに勝利。
    - グティ時代は終わりグティ人はメソポタミアから駆逐され、以後記録からは消滅する。

  - 現存する最古の法典「ウル・ナンム法典」が編纂される。
    - ウル第3王朝のウル・ナンム在位中（紀元前2115年頃 - 紀元前2095年頃）の頃とされる。
- 紀元前2100-2050年頃 - ウル遺跡のジッグラト「エ・テメン・ニグル」が建設された。

### 紀元前2090年代
- 紀元前2094年頃 - ウル第3王朝の王シュルギが即位（ - 紀元前2047年頃）。
  - この王によりニップルから出土した粘土板文書『シュルギの自賛』が書かれる。
- 紀元前2091年 - アブラハム、イサク、ヤコブによる族長時代が始まった。

### 紀元前2080年代
- 紀元前2080年 - エジプト第9王朝で戦争が始まった。

### 紀元前2070年代
- 紀元前2071年 - アイルランド神話に記録された最初の戦争であるMagh Itheが始まった。

### 紀元前2060年代
- 紀元前2064-1986年 - エジプトのネンネス（ヘラクレオポリス）政権（第10王朝）とテーベ政権（第11王朝）の間で抗争が続いた。
- 紀元前2060年頃 - テーベ政権のメンチュヘテプ2世が即位。

### 紀元前2040年代
- 紀元前2049年 - シーヘンジ（英語版）のオークの木が倒れた。
- 紀元前2040年頃
  - メリカラー（英語版）王の死によりエジプト第10王朝が衰退。
    - 都のヘラクレオポリス・マグナがテーベ政権のメンチュヘテプ2世に征服される。

  - メンチュヘテプ2世の全エジプト再統一により第11王朝が成立する。
    - エジプト第1中間期は終わり中王国時代が始まる。
    - ベニ・ハッサンにはこの王に仕えていたバケト3世（英語版）の墓があり、世界最古のレスリングが描かれた壁画で有名。
    - この王の治世に上エジプトの巡礼地アビュドスに「イルティセン碑文のあるステラ（Stele of Irtysen：ルーヴル美術館蔵）」が建立される。

### 紀元前2030年代
- 紀元前2034-2004年 - ウルとアムルの間で戦争が起こった。

### 紀元前2020年代
- 紀元前2025年頃
  - エシュヌンナのシュ・イリア王がウルから独立する。
  - アッシュールのプズル・アッシュル1世がウルから独立する（古アッシリア時代の始まり）。

### 紀元前2010年代
- 紀元前2017年頃 - アムル人イシュビ・エッラがウルから独立しイシン第1王朝を成立させる。

### 紀元前2000年代
- 紀元前2009-1997年頃 - メンチュヘテプ3世の墓が建設された。
- 紀元前2004年頃
  - エラム王キンダットゥがウルを破壊、イビ・シン王が連行されウル第3王朝が滅亡する。
    - この事件により『ウル市滅亡哀歌（英語版）』『第二ウル市滅亡哀歌』ほかの記録が書かれる。
    - ウル滅亡後にエラムを追い払いイシン第1王朝のイシュビ・エッラがこの地を征服する。
    - メソポタミア各地にアムル人（マルトゥ）諸国が乱立するイシン・ラルサ時代が始まる。

  - メンチュヘテプ2世が死去した。

## 主な人物
- ウル・ナンム - ウル第3王朝の王
- シュルギ - ウル第3王朝の王
- メンチュヘテプ2世 - エジプト第11王朝の王・第1中間期を終わらせる
- アブラハム - ユダヤ教・キリスト教・イスラム教の預言者（紀元前19世紀 - 紀元前15世紀の間にいたとの説も）
- ラーマ - ヴィシュヌの7つ目のアヴァターラ
- 禹 - 古代中国の伝説的な帝・夏の創始者
- 皋陶 - 堯から禹に仕える・霊獣獬豸を用いて公平な裁判を行ったと伝わる
- 益 - 舜から禹に仕える・『山海経』を編纂したとも伝わる

## 誕生
- シラ（紀元前2067年-紀元前1634年） - アルパクサデの息子
- エベル（紀元前2037年-紀元前1573年） - シラの息子
- ペレグ（紀元前2003年-紀元前1764年） - エベルの息子

## 発明・発見・文化
- 二里頭遺跡 - 夏王朝の遺跡。
- 法律 - 紀元前2100年、メソポタミアのウル・ナンムの下で最初の法律ができた。
- 茶 - 紀元前2037年、古代中国の皇帝神農は生の葉を茹でて茶を作った。